# Metropolie Kiew
Die Metropolie Kiew (russisch Киевская митрополия, ukrainisch Київська митрополія) war die orthodoxe Kirchenprovinz der Kiewer Rus und der Ukraine von 988 bis 1688. Sie unterstand dem Patriarchen von Konstantinopel.
Von 1458 bis 1596 bestand sie als die Metropolie von Kiew, Galizien und der ganzen Rus (Митрополия (Верховная архиепископия) Киевская, Галицкая и всея Руси).
Nach 1596 bestand die Metropolie von Kiew, Galizien und der ganzen Rus als Unierte Kirche, aus ihr entstand die Ukrainische griechisch-katholische Kirche.
1620 wurde mit Hiob Borecki ein neuer Metropolit in Kiew eingesetzt, so dass nun parallel zur Unierten Kirche erneut die Metropolie von Kiew unter dem Patriarchat von Konstantinopel bestand.
Nach dem Frieden von 1686 wurde die Metropolie von Kiew dem Patriarchat von Moskau unterstellt, daraus entstand die Ukrainisch-orthodoxe Kirche Moskauer Patriarchats.

## Geschichte
988 wurde der erste Bischof von Kiew eingesetzt. Dieser war zugleich Metropolit der Kiewer Rus.
1240 wurde Kiew von der Goldenen Horde erobert und tributpflichtig.
1299 wurde der Sitz des Metropoliten nach Wladimir verlegt.
1302/03 entstand eine eigene Metropolie Galizien.
1321 kamen Kiew und die westliche Rus an das Großfürstentum Litauen.
Unter Metropolit Peter (r. 1308–1326) wurde 1325 der Sitz des Kiewer Metropoliten von Wladimir nach Moskau verlegt.
Spätestens 1331 gab es einen eigenen Metropoliten für Litauen.
Ab 1391 (1419) gab es keinen Metropoliten für Galizien mehr.
Die Mongolische Invasion war eine wichtige Etappe in der Geschichte der orthodoxen Kirche in der Rus. Metropolit Kyrill III., der 1242 gewählt wurde, wählte in seiner Politik als Hauptvektor die Zusammenarbeit mit der Goldenen Horde. In der Rus stützte sich der Metropolit bis 1251 auf den Fürsten von Galizien-Wolhynien Daniel. Nachdem er jedoch eine pro-westliche Außenpolitik aktiviert hatte, fand Kyrill die Unterstützung des Fürsten von Wladimir Alexander Newski, der den Mongolen treu blieb. Der Metropolit zog von Kiew nach Wladimir um, und die Metropolitsitz in Kiew wurde leer. Nach dem Tod von Kyrill kam im Jahre 1283 aus Konstantinopel in die Rus Metropolit Maximus an. Im Jahre 1299 verlegte er schließlich die Residenz des Metropoliten von Kiew nach Wladimir. Im Großfürstentum Wladimir war es ein Kampf um den Besitz des Titels des Großfürsten von Wladimir zwischen Fürsten von Twer und von Moskau. Maximus unterstützte Michail Jaroslawitsch den Fürsten von Twer, der 1305 Großfürst von Wladimir wurde. Die Verlegung der Residenz des Kiewer Metropoliten von Kiew nach Wladimir verursachte jedoch Verwirrung und Unmut gegenüber anderen ruthenischen Fürsten, vor allem Juri Lwowitsch von Galizien-Wolhynien. 
Um sich von den Mongolen zu distanzieren, brauchte er eine antimongolische Kirchenhierarchie. Auf seinen Wunsch ordinierte der Patriarch von Konstantinopel Athanasius im Jahre 1303 oder 1305 den Metropoliten von Galizien-Wolhynien Niphont. Dieses Ereignis bedeutete die Spaltung der Metropolien Kiew in zwei Kirchenstrukturen. Die Kirchenprovinz im Fürstentum Galizien-Wolhynien wurde als „Metropolie der Kleinen Rus“ bekannt, und in Wladimir wurde es als „Metropolie der Großen Rus“ bezeichnet. Die Kirchenprovinz der Kleinen Rus umfasste 1303 die Eparchien Galizien, Peremyschl, Wladimir-Wolhynien, Turow, Luzk und Cholm. Nach dem Tod von Niphont im Jahre 1307 schlug der Fürst Jury Lwowitsch dem Patriarchen seinen Kandidaten für das Amt des Metropoliten den ehemaligen Hegumen Peter vor. Zu dieser Zeit starb jedoch Metropolit von Kiew Maximus, der in Wladimir gewohnt hatte. In diesem Zusammenhang wurde das Problem der Existenz zweier kirchlicher Strukturen in der Rus gelöst. Peter wurde 1308 zum neuen Metropoliten ernannt, erhielt den Titel von „Metropoliten von Kiew und der ganzen Rus“ und begab sich nicht in das Fürstentum Galizien-Wolhynien, 47, sondern nach Wladimir. Wie auch alter Metropolit Maksimus, Peter, sich im Fürstentum Wladimir befindend, konnte nicht in der Seite vom Antagonismus zwischen Moskau und Twer bleiben, jedoch unterstützte er im Unterschied zum Vorgänger den Fürsten von Moskau. Ein Ergebnis dieses Umstandes wurde die Umstellung der Residenz des Kiewer Metropoliten in 1325 aus Wladimir nach Moskau.
Auf dem ruthenischen Territorium des Großfürstentums Litauen, das die Goldene Horde nicht kontrollierte, wurde eine eigene orthodoxe Hierarchie benötigt. Dies lag daran, dass sich das litauische Fürstentum durch die Ausdehnung und Befreiung der ruthenischen Fürstentümer aus dem mongolisch-tatarischen Joch allmählich zu einem litauisch-ruthenischen Staat verwandelte, in dem die ruthenische Bevölkerung dominierte. So entstand im Großfürstentum Litauen die Metropolie mit dem Zentrum in der Hauptstadt dieses Staates Nowogrudok. Für die von der Goldenen Horde befreiten orthodoxen Länder wurde ein von Tataren unabhängiger geistiger Leiter erforderlich, und der Metropolit von Kiew und der ganzen Rus, der sich in Moskau befand, konnte eine solche Rolle nicht spielen. Es ist damit verbunden, dass die Fürsten von Moskau in dieser Zeit die Rolle der Vertreter der Khanen der Goldenen Horde in der Rus spielten. Die zuverlässigsten Daten zur Gründung der separaten litauischen Metropolien mit dem Zentrum in Nowogrudok beziehen sich auf das Jahr 1317, als die Unterschrift des litauischen Metropoliten in den Akten der Synode von Konstantinopel erschien. Der Name des litauischen Metropoliten, der seine Unterschrift in den Jahren 1317 und 1327 hinterlassen hat, ist nicht bekannt. Man kann jedoch davon ausgehen, dass es Theophilus war, dessen Name in den Akten der Synode 1329 steht [3, p. 147].
Im Jahre 1328 wurde in Nowogrudok ein Konzil durchgeführt, an dem Bischöfe von Galizien, Peremyschl, Wladimir-Wolhynien, Turow, Luzk und Cholm teilnahmen. Die Teilnehmerliste des Konzils informiert über die Grenzen der Metropolien, die mit den Grenzen der zuvor bestehenden und zu dieser Zeit leer stehenden galizischen Metropolien zusammenfiel. Nach dem Tod des Kiewer Metropoliten im Jahre 1326 begab sich der neue Metropolit Theognostos 1328 von Konstantinopel sofort nach Moskau. Die Wahl zwischen Nowogrudok und Moskau war offensichtlich von den Interessen der Außenpolitik von Byzanz bestimmt, die die höchsten Kirchenhierarchen der ruthenischen Staaten produzierte. Eine der Aufgaben, die Metropolit Theognostos lösen musste, war die Schaffung der guten Beziehungen zwischen Byzanz und der Goldenen Horde. In diesem Zusammenhang exkommunizierte Theognostus einen aktiven Gegner der Horde, den Anführer des anti-tatarischen Aufstands von 1327, Alexander Michailowitsch, und die Einwohner von Pskow, die diesen Fürsten empfangen hatten. Alexander Michailowitsch erhielt die Unterstützung aus Litauen vom Metropoliten Theophilus und vom Fürsten Gedimin. Dies stärkte die Position des „litauischen“ Metropoliten in den ruthenischen Ländern außerhalb Litauens. Nach dem Tod des Metropoliten Theophilus um 1330 wurde 48 jedoch kein neuer Metropolit für Litauen ernannt. Die Einheit der Kirchenstruktur wurde jedoch nicht erreicht. Kurz vor dem Tod des „litauischen“ Metropoliten Theophilus oder unmittelbar danach wurde in Galizien Gabriel als Metropolit gewählt. Die Tätigkeit von Gabriel war ein Vorbote der Wiederbelebung der separaten Metropolien von Galizien und der Kleinen Rus. In der Mitte der 1340er sah die Metropolie „von Kiew und der ganzen Rus“ auf folgende Weise. Die Eparchien von Belgorod, Tschernigow, Polozk, Wladimir, Turov-Pinsk, Smolensk, Galizien, Peremyschl, Cholm, Luzk und Brjansk gehörten zur Metropolien der Kleiner Rus. Die Metropolie der Großen Rus umfasste das Territorium von Wladimir-Suzdal, Rostow, Rjasan und Sarai. Der Kampf ging für die Eparchien von Nowgorod, Twer und Pskow weiter. Im September 1347 fanden in Byzanz die gravierenden politischen Veränderungen statt. An der Spitze des Reiches stand Johannes VI. Kantakuzenos, dank dem der Metropolit von Kiew Theognostos und der Großfürst von Moskau Simeon einen großen diplomatischen Sieg erringen konnten. Der byzantinische Kaiser, der sich auf ein Bündnis mit den Tataren verlassen wollte, erklärte Theognostos den Metropoliten von Kiew und der ganzen Rus und forderte Gabriel auf, sich Theognost zu unterwerfen. Für den Großfürsten von Litauen und Ruthenien Olgerd, der eine aktive Befreiung der ruthenischen Fürstentümer von den Tataren durchführte und auch diese Fürstentümer außer Kontrolle Moskau brachte, war die Unterstützung der orthodoxen Kirche sehr wichtig. Er konnte sich kaum auf die Hilfe des Metropoliten Theognostos verlassen. In dieser Hinsicht war es für den Fürsten notwendig, die orthodoxe Metropolien im litauisch-ruthenischen Staat erneuern. Auf Anordnung von Olgerd im Jahre 1352 kam nach Byzanz aus Litauen ein Kandidat auf der Kanzel des Metropoliten Theodorit. [3, p. 350-351]. Die Regierung von Johannes VI. Kantakuzenos weigerte sich, Theodorit zu genehmigen. Aber in Byzanz gab es einen Bürgerkrieg. Ein Gegner des Kaisers Johannes VI. Kaiser Johannes V. Palaiologos unterstützte den Protegé Litauens. Im Jahre 1354 wurde Theodorit als Metropolit von Kiew und der ganzen Rus bezeichnet. Wieder erschienen zwei Metropoliten. Im Jahre 1354, ein Jahr nach Theognostos Tod, erhöhte die Kantakuzenos Regierung den Bischof von Wladimir Alexius zum Metropoliten, der Protegé von Moskau war. Im Gegenzug ernannte die Regierung von Johannes V. Palaiologos im Jahre 1355 als Metropoliten Roman, der einen Protegé von Litauen war. Alexius befand sich in Moskau und Roman in Wilna. Beide Metropoliten begannen einen hartnäckigen Kampf ums Recht auf den Titel des „Metropoliten von Kiew und der ganzen Rus“. Um unnötige Konfrontationen zu vermeiden und auf beide Metropoliten Einfluss zu nehmen, legitimierte der Patriarch von Konstantinopel Kallistos I. die Existenz beiden Kirchenstrukturen in der Rus. Roman erhielt drei litauische Diözesen (Nowogrudok, Polotsk und Turow), „auch die Eparchien der Kleinen Rus“, Alexius sollte in den Eparchien Kiew, Brjansk und im Großen Rus regieren. Die Konfrontation der Metropoliten endete mit dem Tod von Roman im Jahre 1362, wenn nur ein Metropolit in der Rus blieb. 49 Alexius, der der große Einfluss auf den Moskauer Fürsten Dmitri Donskoi hatte, handelte jedoch im Interesse des Moskauer Staates, der mit dem Großfürstentum Litauen in Konfrontation war. Im Jahre 1371 beklagte sich Olgerd beim Patriarchen von Konstantinopel über die Feindseligkeit von Metropoliten Alexius und bat ihn, einen eigenen Metropoliten „für Kiew, Smolensk, Twer, die Kleine Rus, Nowosil und Nowgorod“ zu geben.
Die Befreiung Kiews von den Tataren und seine Einbeziehung in Litauen im Jahre 1362 entfernte dieses alte kulturelle und religiöse Zentrum der Rus vom Einfluss des Fürstentums Moskau und schloss den Weg nach Kiew dem Moskauer Metropoliten Alexius, der den Titel Metropolit von Kiew und der ganzen Rus hatte. Er kontrollierte nicht nur die ganze Rus, sondern auch Kiew. Im Jahre 1376 ernannte der Patriarch von Konstantinopel einen eigenen Metropoliten für den litauisch-ruthenischen Staat. Das war Kiprian. Nach dem Tod von Alexius im Jahre 1378 versuchte er, die Metropolien Kiew wieder zu vereinen, stand jedoch dem heftigen Widerstand des Fürsten von Moskau Dmitri Donskoi gegenüber. Diese Handlungen des Moskauer Fürsten waren mit dem Wunsch verbunden, einen von den Fürsten abhängigen Hohenpriester zu haben. Zu diesem Zweck wurde in Moskau ein Konzil abgehalten, bei dem der Priester Mitjai, der dem Fürsten nahe stand, zum Metropoliten gewählt wurde. Diese Form der Ernennung des Metropoliten stand jedoch im Widerspruch zur Tradition, sodass Mitjai selbst von einigen von Moskau abhängigen Bischöfen nicht anerkannt wurde. Um diese Situation zu analysieren, begaben sich Kiprian und Mitjai nach Konstantinopel, aber der Moskauer Herausforderer starb unterwegs. Die Moskauer Delegation wurde nicht verwirrt und konnte die Ernennung von Hegumen Pimen, einem Mitglied der Delegation, zum Metropoliten erreichen. Kiprian wurde als Metropoliten von Litauen und der Kleinen Rus verlassen, mit der Bedingung, dass Pimen nach Kiprians Tod seine Macht auf litauische Diözesen ausdehnte.
Im Februar 1358 änderte sich alles unerwartet. Der Patriarch von Konstantinopel Antonius stellte Kiyprian als Metropoliten von Kiew und der ganzen Rus wieder her, so dass Pimen seinen Titel verloren hatte. Pimens Versuche, die Entscheidungen des Patriarchats zu ändern, waren erfolglos, er starb bald in Konstantinopel. Im Jahre 1390 kam Kiprian in Moskau an. Die Einheit der Metropolien erwies sich jedoch formal. Die Aufteilung der Rus in litauischem und Moskauer Teil wurde immer deutlicher. In der litauischen Rus, die in enger Verbindung mit der katholischen Welt stand, wurden lokale Traditionen und Elemente des europäischen Einflusses synthetisiert. Im Osten, wo es neben dem Fürstentum Moskau noch andere ruthenische Fürstentümer Rjasan, Nowgorod und Twer gab, wurden die lokalen Traditionen bewahrt. Dies führte zum Beginn der Bildung von zweier Varianten des ruthenischen Volkes. Auf der Grundlage der östlichen Version wurde die russische Völkerschaft erstellt. Auf der Grundlage der westlichen Version entstanden die belarussische und ukrainische Völkerschaft. Diese Prozesse beeinflussten die Einheit der Kirche.
50 Nach dem Tod von Kiprian im Jahrе 1406 stellte sich die Frage nach einem neuen Metropoliten. Im Jahrе 1408 wurde von Patriarchen Matthäus Photius als Metropoliten von Kiew und der ganzen Rus ernannt. Unter den Bedingungen der Rivalität zwischen Litauen und Moskau führte die eindeutige Unterstützung von Photius Moskau zu einem Konflikt zwischen dem neuen Metropoliten und dem litauischen Fürsten Witold. Hohe Steuern vom Klerus und deren Export nach Moskau erhöhten auch die Autorität von Photius in der litauischen Rus nicht. Am 15. November 1415 fand in Nowogrudok das Konzil statt, an dem sowohl Vertreter des Klerus als auch Laien des orthodoxen Glaubens der litauischen Rus teilnahmen. Auf dem Konzil wurde Grigorij Camblak (Camvlach) zum Metropoliten gewählt, was wiederum zu einer Spaltung der Metropolien Kiew führte. Im Jahre 1418 begab sich der „litauische“ Metropolit von Kiew und der ganzen Rus mit einer großen Botschaft, zu dem etwa 300 Vertreter der litauischen Rus, Nowgorod und Moldawien gehörten, nach Konzil von Konstanz, wo er übrigens eine Liturgie durchführte, die den Beginn der Verwendung des Kreuzzeichen mit drei Finger im Litauen bezeugte. In der Moskauer Rus wurde das Kreuzzeichen mit zwei Finger bis zum Ende des 17. Jahrhunderts verbreitet. So begannen sich auf dem Territorium einer Metropolien die unterschiedliche Ritualen zu bilden. Trotz des Bestrebens von Witowt, interkonfessionelle Widersprüche in Litauen durch Abschluss einer Kirchenunion in Konzil von Konstanz zu beseitigen, weigerte sich Metropolit Gregorij, sich mit der katholischen Kirche zu vereinigen. Das Schicksal von Gregorij nach 1420 bleibt umstritten. Nach einer Information starb er in Kiew im Winter 1420, nach anderen – begab sich an Serbien, und dann in Moldawien, wo er in literarischer Tätigkeit beschäftigt war.
Auf jeden Fall kamen nach 1420 die orthodoxen Diözesen der litauischen Rus unter die Herrschaft des „Moskauer“ Metropoliten Photius. Nach dem Tod von Photius im Juli 1431 stellte sich die Frage nach der Ernennung eines neuen Metropoliten. Im Moskauer Fürstentum wurde der Bischof Jonas der Leiter der Kirche. Aber der Patriarch von Konstantinopel Joseph II. hat Jonas nicht zugestimmt, sondern einen „litauischen“ Kandidaten Gerasim in den Rang eines Metropoliten von Kiew und der ganzen Rus erhoben. Die kanonische Macht von Gerasim erstreckte sich neben der litauischen Rus auch auf Nowgorod und Pskow, die sich unter Einfluss von Moskau befanden. Ursprünglich hatte Gerasim die Gunst des Großfürsten von Litauen Swidrygiello. Bald vermutete Swidrygiello den Metropoliten Gerasim in geheimer Korrespondenz mit Feinden. Gerasim wurde verhaftet und nach Witebsk verbannt, wo er vier Monate später, am 26. Juli 1435, verbrannt wurde. Nach diesem Ereignis begab sich der Moskauer Herausforderer Jonas nach Konstantinopel, aber Patriarch Joseph II. erhöhte den Vertreter des byzantinischen Klerus Isidor zum Metropoliten von Kiew und der ganzen Rus. Im Jahre 1437 kam er mit seinem Assistenten Grigorij Bulgarin und Bischof Jonas in Moskau an. Metropolit Isidor konnte den Moskauer Fürsten Wassili II. der Blinde davon überzeugen, dass er sich an den Verhandlungen mit den katholischen Bischöfen 51 beteiligen muss, um die Einheit der Kirche wiederherzustellen. Am 8. September 1437 begab sich eine repräsentative Delegation des orthodoxen Klerus der Rus unter Leitung von Metropoliten Isidor nach Florenz, wo das Konzil der katholischen Kirche abgehalten wurde. Metropolit Isidor beteiligte sich aktiv am Abschluss einer Kirchenunion. Nach seiner Rückkehr nach Moskau hielt er eine Liturgie ab, wo er sich an den Namen des Papstes erinnerte und ein Dokument über die Vereinigung der katholischen und orthodoxen Kirchen las. Danach wurde er verhaftet und auf Anordnung des Fürsten nach einem Kloster verbannt. Trotz des Drucks des Fürsten Wassili II. und Bischofs Jonah, der als Leiter der orthodoxen Kirche des Moskauer Staates ernannt wurde, zeigte Metropolit Isidor die Entschlossenheit seiner Ansichten, weigerte sich, die Kirchenunion zu bereuen und zu verweigern. Im September 1441 gelang es Isidor, seinen Haftort zu verlassen und nach Litauen zu fliehen, wo er weiterhin als Metropoliten gilt. In der Zwischenzeit wurde Jonas vom Bischofsrat in Moskau zum Metropoliten gewählt. Im Oktober 1458 versuchte Isidor, bereits als Titular-Patriarch von Konstantinopel, den Metropoliеn wieder zu vereinen. Er ernannte seinen Nachfolger Gregorij Bulgarin zum Metropoliten von Kiew und der ganzen Rus. Grigorij wurde von den Bischöfen der litauischen Rus anerkannt, aber von den Bischöfen der Moskauer Rus abgelehnt, wo weiterhin Jonas regierte.
Ende 1459 fand in Moskau ein Konzil statt, bei dem darauf hingewiesen wurde, dass „die Trennung der Gotteskirchen von Moskau und Kiew vollzogen wurde“. In der Tat wurde eine neue Kirchenstruktur der „heiligen Kirche von Moskau“ geschaffen. In dieser Kirche wurde ein neues Verfahren für die Wahl der Metropoliten beschlossen, dass nicht mehr vom Patriarchen von Konstantinopel ernannt, sondern vom Konzil mit Zustimmung des örtlichen Fürsten gewählt wurde. Die Beschlüsse dieses Konzils wurden von den orthodoxen Bischöfen in Litauen nicht anerkannt. Daher fand die endgültige Teilung der Metropolien Kiew statt. Von diesem Moment an und bis 1686 lebten beide Metropolien voneinander unabhängig. In Moskau wurde eine autokephale orthodoxe Kirche gebildet, deren Führer nach dem Tod Jonas bereits den Titel eines Metropoliten von Moskau und der ganzen Rus hatten. Die Metropoliten in Litauen behielten den Titel der „Metropoliten von Kiew und der ganzen Rus“. Also, im 15. Jahrhundert endete der lange und komplizierte, aber historisch logische Prozess der Zerteilung der Metropolien „Kiew und der ganzen Rus“. Die Entstehung auf dem Territorium der ehemaligen Kiewer Rus zweier konkurrierender Zentren, die russische Länder sammeln möchten, führte zum Zerfall der Kirchenorganisation. Der Prozess der Bildung ethnischer Gruppen in Litauen und Moskau, von denen jede sich, ihre eigene Sprache und ihre eigene Kirche als „russisch“ betrachtete, verstärkte unter den Bedingungen der Kriege zwischen Moskau und Litauen nur den Antagonismus. Trotz aller Versuche von Byzanz, Litauen und Moskau, die Einheit der „russischen Kirche“ zu erhalten, verlangte die objektive Realität die Schaffung zweier getrennter Metropolien.
1437 wurde von Patriarchen von Konstantinopel der Abt des Klosters des hl. Demetrios Isidor als neuer Metropolit von Kiew eingesetzt, was die Unzufriedenheit des Moskauer Großfürsten erregte, der für diesen Posten einen seiner Bischöfe, Iona von Riazan nach Konstantinopel geschickt hatte. Isidor von Kiew nahm am Konzil von Ferrara-Florenz teil, auf dem die Union der West- und Ostkirche verkündet wurde. Nach seiner Ankunft vom Konzil konnte er die Union in den Eparchien verkünden, die sich in Polen-Litauen befanden. In der nördlichen Rus wurde er hingegen auf den Geheiß des Moskauer Großfürsten im März 1441 festgenommen. Entsprechend der unterschiedlichen Einstellung zur Union von Florenz wurde die Kiewer Metropolie vom Papst Pius II. 1458 aufgeteilt. Für die südlicheren, sich in Polen-Litauen befindenden Eparchien wurde vom Papst ein Schüler und Begleiter Isidors Gregor der Bulgare zum Metropoliten bestimmt, dessen Rechte als Metropoliten vom polnischen König und Großfürsten von Litauen Kasimir Jagiellonen bestätigt wurden.
In der nördlichen Eparchien wirkte als Metropolit hingegen Iona von Rjazan, der 1448 auf einer Synode der nördlichen Eparchien, die unter dem Einfluss Moskaus standen, zum Metropoliten von Kiew gewählt wurde. 1451 erkannte Kasimir, der König von Polen und Großfürst von Litauen Iona als Metropoliten von Kiew auch für seine Gebiete an, entzog ihm jedoch seine Anerkennung mit der Ankunft des von Rom gesandten Metropoliten von Kiew Gregor des Bulgaren, der seit 1458 der Kiewer Metropolie vorstand. Iona bezeichnete sich trotzdem als Metropolit von Kiew und ganz Rus.
Nach dem Tod von Iona 1461 verwendeten die nördlichen Metropoliten für sich nur die Bezeichnung „Metropolit von Moskau“, während die südlichen den Titel „Metropolit von Kiew und ganz Rus“ behielten. In der Union von Brest (1596), an der der Metropolit von Kiew und ganz Rus und die Mehrheit seiner Bischöfe teilnahmen, erkannten diese die Grundlagen einer Union nach dem Konzil von Florenz an, wurden also eine Unierte Kirche, daraus entstand die Griechisch-katholische Kirche in der Ukraine. Die nicht an der Union beteiligten Bischöfe und Kleriker verblieben in der Verbundenheit mit Konstantinopel; 1620 wurde deswegen ein neuer orthodoxer Metropolit in Kiew eingesetzt.
1688 wurden die orthodoxe Metropolie von Kiew dem Patriarchat von Moskau unterstellt.
Die Ukrainisch-orthodoxe Kirche Moskauer Patriarchats bestand von 1919 bis 1990 als Exilkirche, neben der Ukrainische Autokephale Orthodoxe Kirche (1919–1937). 1990 bildete sich zusätzlich die Ukrainische Autokephale Orthodoxe Kirche (1989–2018)
1995 kam es zur Spaltung unter Filaret von Kiew, der das Moskauer Patriarchat verließ.
2018 hat das Ökumenische Patriarchat von Konstantinopel die Entscheidung von 1688 aufgehoben und die Metropolie Kiew direkt Konstantinopel unterstellt.
2019 wurde auf dem Gebiet der Metropolie Kiew die Orthodoxe Kirche der Ukraine vom Ökumenischen Patriarchat gegründet. Im Mai 2022 sagte sich die verbleibende Ukrainisch-orthodoxe Kirche Moskauer Patriarchats ebenfalls von Moskau los und besteht nun als Ukrainisch-Orthodoxe Kirche.